# دنیاگیری کووید-۱۹ در مولداوی
دنیاگیری کووید-۱۹ در مولداوی بخشی از دنیاگیری بیماری کروناویروس ۲۰۱۹ در جهان است. اولین مورد تأیید شده در مولداوی در ۷ مارس ۲۰۲۰ در شهر کیشیناو اعلام شد.